# Двенадцатый выпуск стандартных марок СССР
Почто́вые ма́рки двена́дцатой станда́ртной се́рии СССР (1976—1992)  (ЦФА [АО «Марка»] № 4599—4610) начали поступать в обращение с апреля по декабрь 1976 года.
Двенадцатый стандартный выпуск поступил в обращение в апреле—декабре 1976 года. Серия состояла из марок 12 номиналов. Первоначально были отпечатаны марки высоких номиналов (от 20 копеек до 1 рубля). Они были увеличенного формата. Тираж составлял 3,5 млн полных серий. В декабре отпечатали остальные миниатюры серии. Их тираж составил 9 млн полных серий. На марках художник Е. Анискин изобразил следующие сюжеты: орден «За службу Родине в Вооружённых Силах СССР» (1 копейка), медали «Золотая звезда» и «Серп и Молот» (2 копейки), скульптуру «Рабочий и колхозница» (3 копейки), Государственный герб СССР (4 копейки), самолёт «ТУ-154» (6 копеек), Орден Трудовой Славы I степени (10 копеек), золотую медаль имени Ю. А. Гагарина (12 копеек), медаль лауреата Международной Ленинской премии «За укрепление мира между народами» (16 копеек), барельефы К. Маркса и В. И. Ленина (20 копеек), здание СЭВ в Москве (30 копеек), портрет В. И. Ленина (50 копеек), Земля, опоясанная орбитами космических кораблей (1 рубль). Марки были отпечатаны металлографическим способом на мелованной бумаге.
В сентябре—ноябре 1977 года марки переиздали. Новый тираж был отпечатан офсетным способом на обыкновенной бумаге. Как и в случае с первым тиражом, вначале были выпущены миниатюры высоких номиналов.
В августе 1978 года серия была дополнена двумя марками номиналами в 15 (Останкинская телебашня) и 32 копейки (самолёт Ил-76 на фоне розы ветров). Они предназначались для оплаты простых и авиаписем, посылаемых за рубеж. На этих марках указан год выпуска 1978, в то время как на остальных марках серии 1976. Одновременно с выпуском новых номиналов вся серия была переиздана на мелованной бумаге, включая два дополнительных номинала.
С декабря 1980 по апрель 1992 года эмитировался ряд выпусков марок тринадцатого стандарта, которые в некоторых каталогах относят к двенадцатому стандарту.